# Vulcanismo en Marte

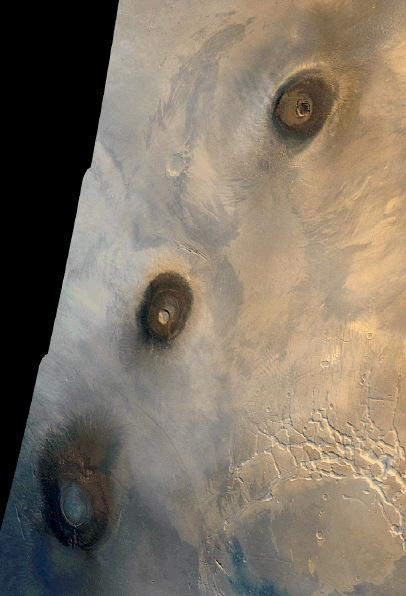
Tres volcanes en Tharsis Mons fotografiados por la sonda espacial Viking.

Marte tiene los conos volcánicos en escudo más grandes del sistema solar. Además cuenta con una amplia gama de otros fenómenos volcánicos. El planeta Marte produce flujos de lava y tiene volcanes en escudo de poca profundidad con los lados inclinados. Estos incluyen grandes conos volcánicos, estructuras patera inusual, llanuras volcánicas, y un número de otras características más pequeñas. 
Hay menos de veinte volcanes con nombre en Marte, y solo cinco de ellos son escudos gigantes. El vulcanismo se produjo en dos regiones principales, Tharsis y Elysium Planitia. Tharsis contiene tres grandes volcanes en escudo, Ascraeus Mons, Pavonis Mons y Arsia Mons, pero también la montaña más alta en el sistema solar Olympus Mons o monte Olimpo o viejo volcán atípico Alba Patera. Elysium Planitia también tiene tres grandes volcanes en escudo, Hecates Tholus, Elysium Mons y Albor Tholus. El volcán más grande del Sistema Solar, Olympus Mons, se encuentra en el flanco noroeste de la enorme meseta volcánica de Tharsis. 
No hay evidencia de vulcanismo activo actual o punto caliente en Marte. Las llanuras o mares de Marte tienen aproximadamente 3000 a 3500 millones de años de antigüedad. Los volcanes en escudo gigantes son más jóvenes, se formaron entre 1000 y 2000 millones de años. El más joven de los flujos de lava en Olympus Mons son de solo 20 a 200 millones de años. Estos flujos son muy pequeños, sin embargo, y probablemente representan el último suspiro de vulcanismo marciano. Se estima, por lo tanto, que las probabilidades de encontrar un volcán activo en Marte hoy en día son muy pequeñas.